# Агьири, Эрнест
Эрне́ст Агьи́ри (англ. Ernest Agyiri; род. 6 марта 1998, Аккра, Гана) — ганский футболист, нападающий клуба «Раннерс».

## Карьера
Воспитанник академии «Райт-ту-Дрим». В 2015 году перешёл в «Манчестер Сити», где был заявлен за команды до 21 и до 23 лет. В августе 2016 года отправился в долгосрочную аренду в «Волеренгу». Дебютировал в Элитесерьен в ноябре 2016 года в матче против клуба «Викинг». В 2018 году отправился в аренду в бельгийский «Тюбиз». В 2019 году снова отправился в аренду в кипрский «Эносис». По возвращении у игрока закончился контракт с «Манчестер Сити».
В январе 2021 года стал игроком эстонской «Левадии». Летом 2021 дебютировал в квалификации Лиги Конференций УЕФА в матче с «Сент-Джозеф’с».